# كيفن أ. روس
كيفن أ. روس (بالإنجليزية: Kevin A. Ross)‏ هو قاضي ومقدم برامج إذاعية ومحامي أمريكي، ولد في 1 يونيو 1963 في لوس أنجلوس في الولايات المتحدة.